# Ty Johnson (giocatore di football americano)
Ty Marquise Johnson (Cumberland, 17 settembre 1997) è un giocatore di football americano statunitense che milita nel ruolo di running back per i Buffalo Bills della National Football League (NFL).

## Carriera

### Detroit Lions
Johnson fu scelto nel corso del sesto giro (186º assoluto) del Draft NFL 2019 dai Detroit Lions. Debuttò come professionista subentrando nella gara del primo turno contro gli Arizona Cardinals correndo una volta per 6 yard. La sua stagione da rookie si chiuse disputando tutte le 16 partite (una come titolare) con 273 yard corse.

### New York Jets
Il 2 ottobre 2020 Johnson firmò con i New York Jets.
Nella partita del tredicesimo turno, la sconfitta 28-31 contro i Las Vegas Raiders, Johnson corse 22 volte per 104 yard e un touchdown. Due partite dopo, nella prima vittoria stagionale dei Jets contro i Los Angeles Rams, Johnson corse tre volte per 16 yard e fece sei ricezioni per 39 yard e segnò il primo touchdown per i Jets su passaggio di 18 yard del quarterback Sam Darnold.
Il 28 marzo 2023 Johnson rifirmò con i Jets. Poco tempo dopo però, durante un allenamento personale Johnson soffrì uno stiramento al muscolo grande pettorale. Fu svincolato il 26 aprile 2023 con una designazione di infortunio non dovuto al football.

### Buffalo Bills
Il 21 agosto 2023 Johnson firmò con i Buffalo Bills. Non rientrò nel roster attivo all'inizio della stagione e il 29 agosto 2023 fu svincolato e poi aggregato alla squadra di allenamento il giorno dopo.